# Acrocercops argentigera
Acrocercops argentigera là một loài bướm đêm thuộc họ Gracillariidae. Loài này có ở Papua New Guinea. Nó được A. Diakonoff miêu tả năm 1955.